# Институт катализа и неорганической химии НАН Азербайджана
История Института Катализа и Неорганической Химии им. акад. М. Нагиева — берет начало с созданного на базе Азербайджанского филиала в 1935 году Института Химии Академии Наук СССР. Институт Химии в 1965 году был переименован в Институт Неорганической и Физической Химии Академии Наук Азербайджана, и в том же году был создан Институт Теоретических Проблем Химической Технологии Академии Наук Азербайджана, на основе действующего под руководством академика Муртуза Нагиева отдела «Теоретических Проблем» в Институте Нефтехимических Процессов. В 2002 году, объединив два Института, на их базе решением Кабинета Министров Азербайджана был создан Институт Химических Проблем им. акад. М. Нагиева НАН Азербайджана. Решением Кабинета Министров Азербайджана от 15 апреля 2014 года Институт был вновь переименован в Институт Катализа и Неорганической Химии им. акад. М.Нагиева..

## История
В 2002 году согласно решению Кабинета Министров Азербайджанской Республики за № 81 от 21 мая 2002 года на базе Института химии Азербайджанского филиала АН СССР и Института теоретических проблем химической технологии был создан Институт химических проблем.

## Направление деятельности
- Комплексная переработка минеральных ресурсов Азербайджана и разработка новых высокоэффективных технологических процессов и аппаратов для синтеза ценных мономеров и органических соединений на основе местного сырья
- синтез перспективных материалов с особыми физико-химическими свойствами; синтез и исследование эффективных сорбентов и катализаторов
- исследование кинетики и механизма химических реакций
- создание научных основ электрохимических способов защиты металлов от коррозии.

## Достижения
В процессе исследований получены следующие научные результаты:
- Разработана технология комплексной переработки минерального сырья Азербайджана (полиметаллических руд, глин, цеолитов и т. д.)
- Синтезированы неорганические и органические материалы с заданными (фото-, термоэлектрическими, магнитными и медико-биологическими) свойствами
- Разработаны научные основы создания новых высокоэффективных аппаратов и процессов химической технологии, в том числе нестационарных гетерогенно-каталитических, тепломассообменных процессов
- Разработаны эффективные катализаторы (металлоцеолитные, металлокомплексные, металлополимерные, гетерогенные катализаторы, имитирующие функции энзимов и т. д.) и сорбенты для химического производства
- Разработаны высокоизбирательные методы извлечения ионов тяжелых металлов из вод и промышленных отходов
- Разработаны электрохимические, ингибиторные и комбинированные методы защиты металлов от коррозии

## Структура
В институте действуют 22 лаборатории:
- Лаборатория «Бифункциональный катализ»
- Лаборатория «Каталитическая химия координационных соединений»
- Лаборатория «Эпоксидные соединения»
- Лаборатория «Химия и технология промышленных катализаторов»
- Лаборатория «Химия микроэлементов воды и дисперсных систем»
- Лаборатория «Автоматизация экспериментальных исследований»
- Лаборатория «Защита металлов от коррозии»
- Лаборатория «Сорбционные и экстракционные процессы»
- Лаборатория «Полимерные сорбенты и иммобилизованные металлокомплексные катализаторы»
- Лаборатория «Химия и технология переработки минеральных веществ»
- Лаборатория «Химия редких элементов»
- Лаборатория «Моделирование монооксигеназных реакций»
- Лаборатория «Кинетика и механизм окислительных процессов»
- Лаборатория «Электрохимия металлов и сплавов»
- Лаборатория «Катализ на цеолитах и полупроводниках»
- Лаборатория «Физико-химическое исследование халькогенидов»
- Лаборатория «Моделирование и оптимизация химико-технологических процессов»
- Лаборатория «Процессы массо- и теплообмена»
- Лаборатория «Структурная химия»
- Лаборатория «Физико-химические методы исследований»
- Лаборатория «Химия и технология переработки железорудного сырья»
- Лаборатория «Аналитическая химия»

Сектора:
- Сектор «Природные цеолиты»
- Сектор «Селеноорганические соединения»
- Сектор «Исследование моделирование физико-химических систем»
- Сектор «Химия оксидных материалов»
- Сектор «Полифункциональные соединения»
- Сектор «Полифункциональные цеолитные катализаторы»
- Сектор «ИК-спектрометрия и термохимия»
- Сектор «ЯМР спектрометрия металлоорганических координационных соединений»